# Waibaidu-Brücke

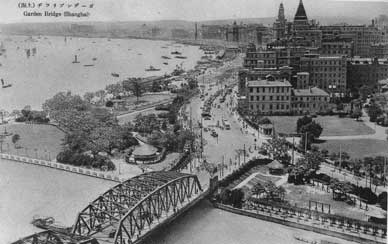
Historische Aufnahme der Waibaidu-Brücke

Die Waibaidu-Brücke (chinesisch 外白渡桥, Pinyin Wàibáidù Qiáo) ist eine Brücke in Shanghai. Von den historischen Brücken der Stadt ist sie die einzige noch bestehende Fachwerkbrücke.

## Geschichte
Die Waibaidu-Brücke wurde von Cleveland Bridge & Engineering Co. gebaut und am 20. Januar 1908 für den Verkehr freigegeben. Sie war die vierte von Ausländern gebaute Brücke an dieser Stelle. Ihr historischer englischer Name war The Garden Bridge (Die Gartenbrücke).

## Lage
Die Waibaidu-Brücke überbrückt den Suzhou-Fluss, kurz bevor er in den Huangpu Jiang mündet. Sie führt zum Bund und verbindet die beiden Shanghaier Innenstadtbezirke Hongkou und Huangpu.

## Bildergalerie
Nachts wird die Brücke mit Leuchtdioden illuminiert. Das soll zum einen die Brücke attraktiver machen, zum anderen Energie sparen.

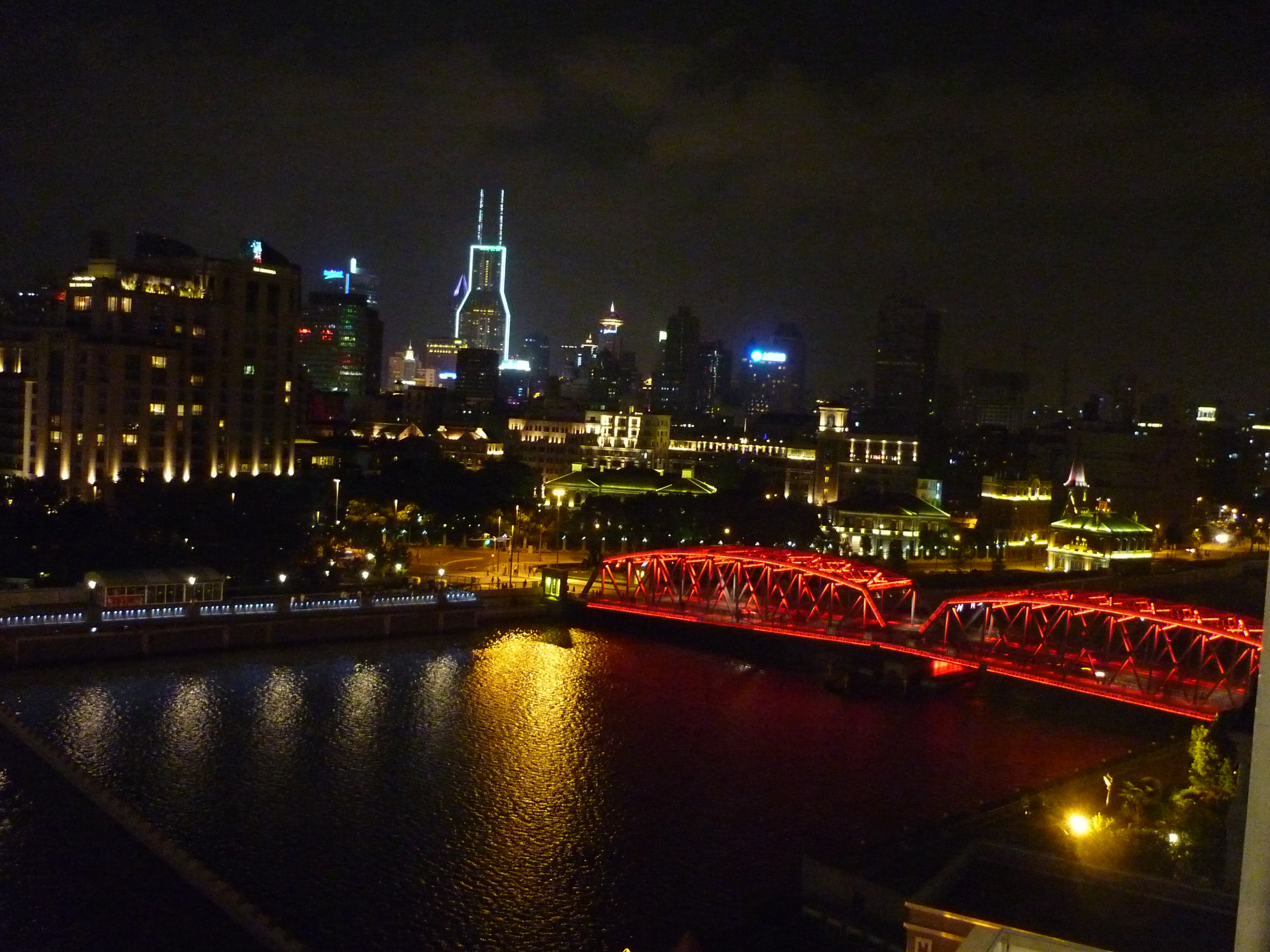
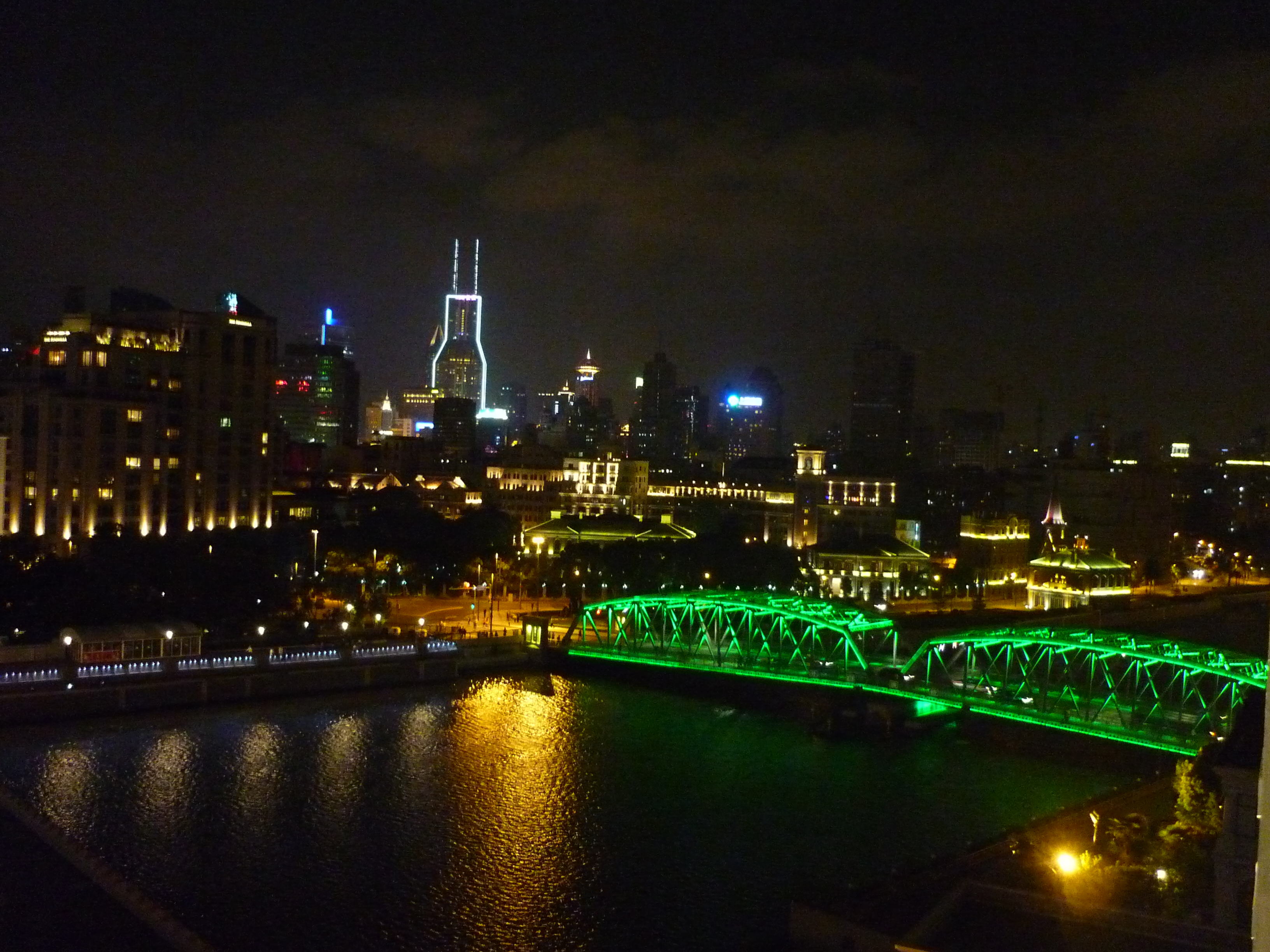
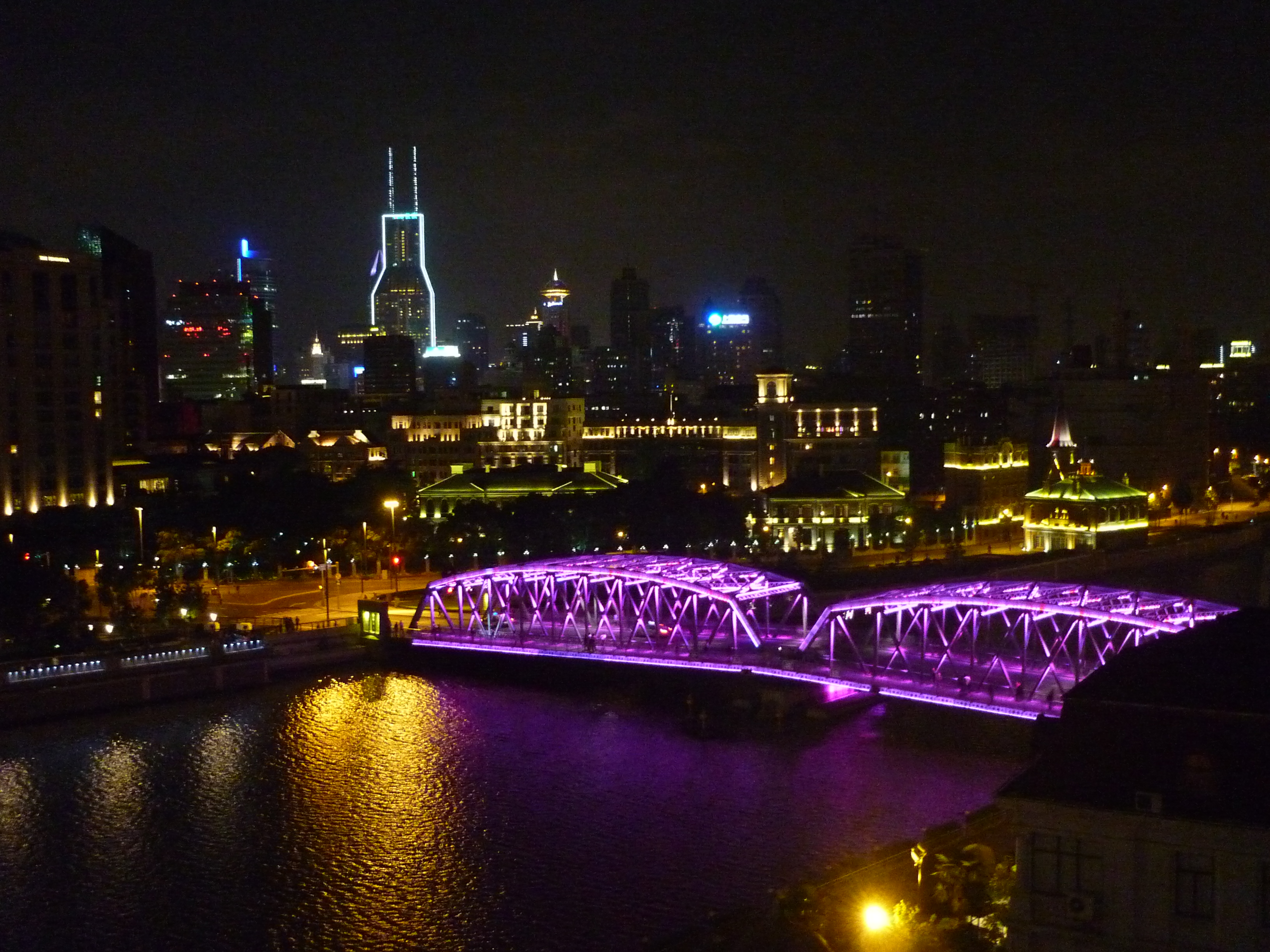

Die Brücke ist eines der Wahrzeichen Shanghais und wird deshalb entsprechend oft fotografiert.

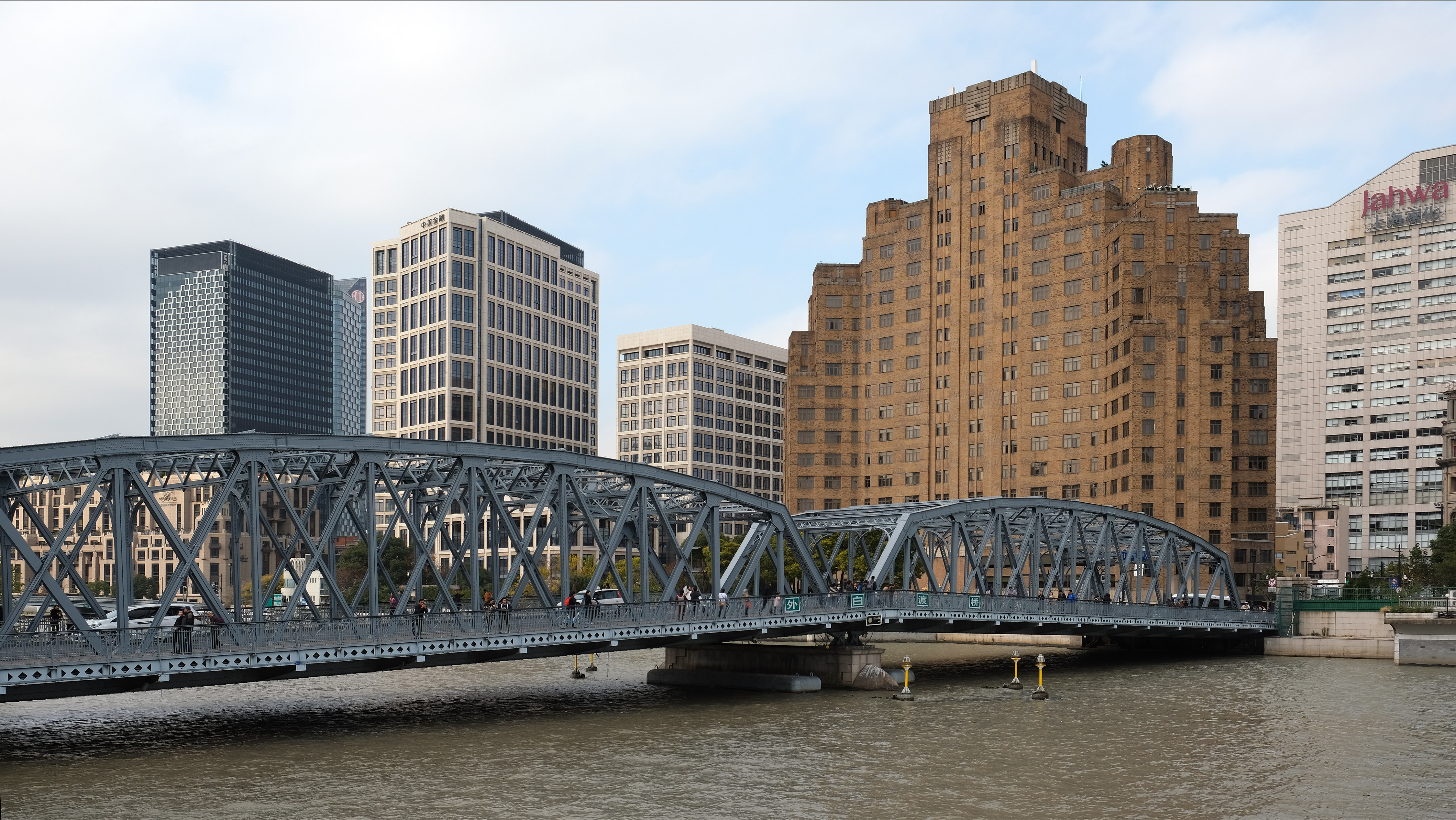
2019
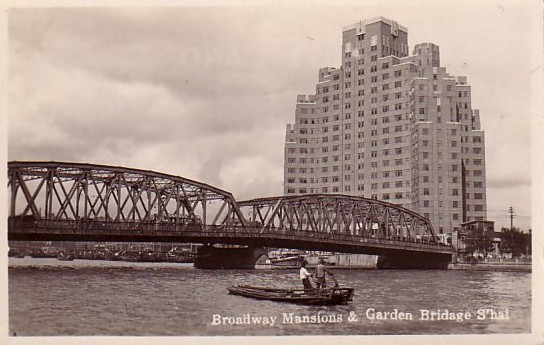
1930er Jahre
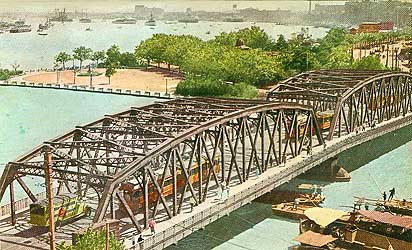
1930er Jahre